# Caecidotea mackini
Caecidotea mackini är en kräftdjursart som beskrevs av Lewis, Graening, Fenolio och Bergey 2006. Caecidotea mackini ingår i släktet Caecidotea och familjen sötvattensgråsuggor. Inga underarter finns listade i Catalogue of Life.